# Torrone di Alicante
Il torrone di Alicante è un torrone tipico della provincia di Alicante composto da mandorle intere leggermente tostate, miele e albume d'uovo.
Esiste un organismo, chiamato Consejo Regulador de Jijona y Turrón de Alicante, che è incaricato di verificare che vengano soddisfatti tutti i requisiti perché il torrone possa essere considerato prodotto IGP (indicazione geografica protetta).
Si consuma in tutti i periodi dell'anno, ma è particolarmente diffuso durante l'epoca natalizia in tutta la nazione spagnola. Nella provincia di Alicante è diffuso anche come gusto dei gelati artigianali.

## Caratteristiche
Le mandorle sono l'ingrediente principale del torrone di Alicante, che deve contenerne almeno il 46% in peso. Le mandorle sbucciate sono arrostite in tamburi rotanti, quando raggiungono il punto di tostatura si aggiunge albume d'uovo diluito. Il miele utilizzato dev'essere della Comunità Valenciana, si scalda e si aggiunge alle mandorle tostate mescolando la miscela. La massa risultante viene versata in stampi a forma di cassetti ricoperti di wafer.